# Siegmund von Suchodolski
Siegmund von Suchodolski (Weimar, 8 luglio 1875 – Monaco di Baviera, 28 luglio 1935) è stato un grafico, illustratore e architetto tedesco.
presso la scuola di arte applicata a Monaco di Baviera dopo studia architettura presso la Technische Hochschule a Monaco.

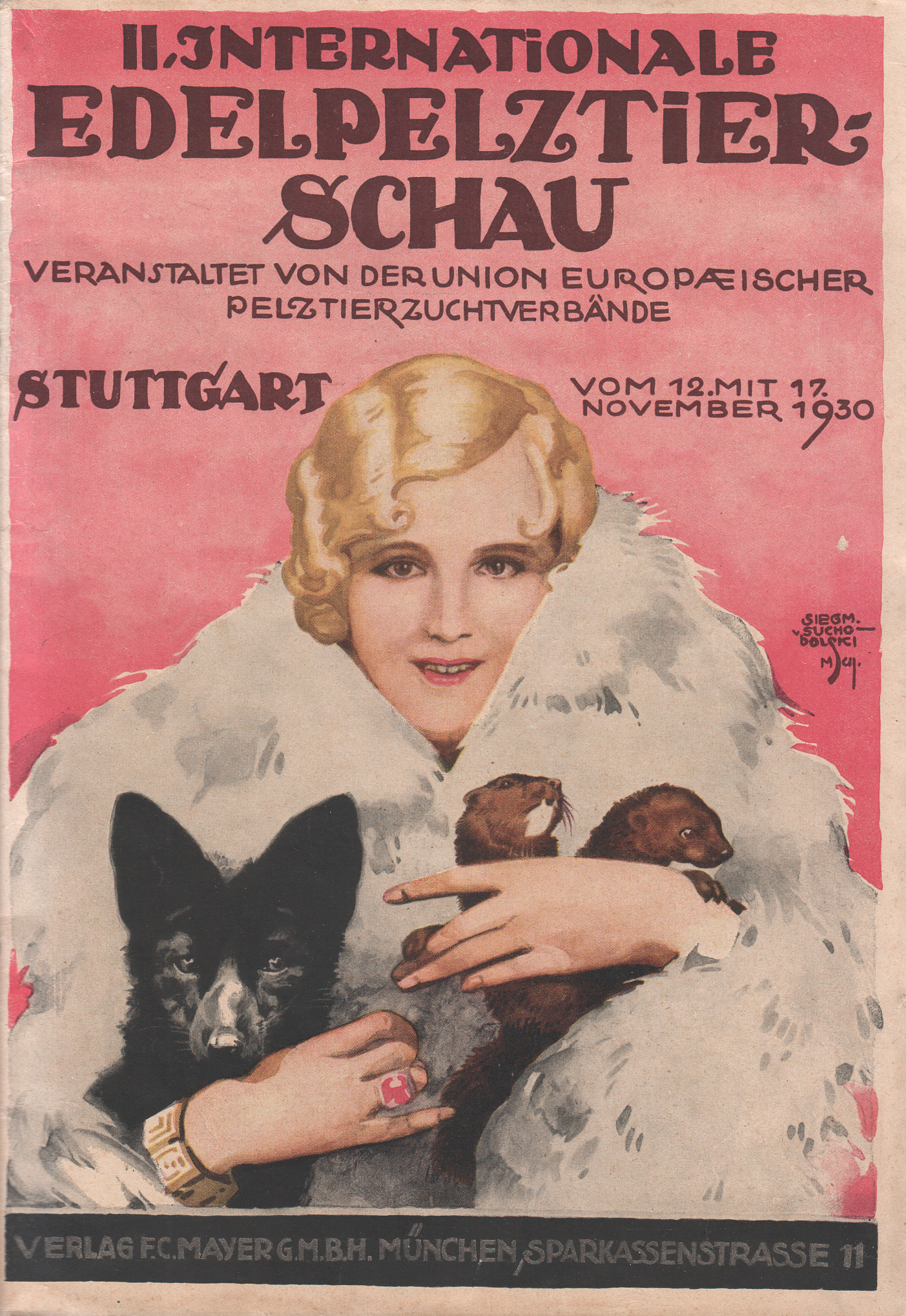
Siegmund von Suchodolski, Grafica per una fiera della pelliccia a Stoccarda 1930

Dal 1906 lavora come grafico a Monaco.
Famosi i suoi manifesti per la birreria Löwenbräu.
Era collaboratore dell'architetto Theodor Fischer.